# 第515輜重連隊 (フランス軍)
第515輜重連隊（だいごひゃくじゅうごしちょうれんたい、515e régiment du train：515e RT）は、シャラント県アングレームに駐屯する、第2後方支援旅団隷下のフランス陸軍の後方支援連隊である。
兵種は輜重など、伝統的区分は輜重兵である。

## 沿革
- 1944年：第515輸送群としてアルジェリアにて編成される。
- 1945年：終戦後解隊される。
- 1947年：第一次インドシナ戦争の激化に伴い再編成される。
- 1955年：アルジェリア戦争に参加（～1962年まで）。
- 1964年：ボルドー近郊に移駐。
- 1967年：アングレームに移駐。
- 1975年：第515重輸送群に改編される。
- 1978年：第515輜重連隊に改編される。
- 1991年：「ダゲ師団」の隷下として湾岸戦争に参加。

## 最新の部隊編成
- 連隊本部
- 本部管理中隊
- 管理支援中隊
- 第1補給中隊
- 第2補給中隊
- 第1輸送中隊
- 第2輸送中隊
- 道路運行中隊
- 予備輸送中隊

## 任務
- 第1線部隊に対する補給支援
- 車両輸送支援

### 定員
- VAB7台、P4 115台、オートバイ62台、トレーラーや大小トラック210台、フォークリフト11台を装備する。

## 主要装備
- GIAT BM92-G1
- FA-MAS
- AA-52
- 12.7mm重機関銃
- VAB
- P4
- TRM 2000
- TRM 4000
- TRM 10000
- GBC 180